# BS大好き
『BS大好き』（ビーエスだいすき）は、NHK衛星第2テレビジョン（BS2）、NHKデジタル衛星ハイビジョン（BShi）で原則として同時に毎日18時55分から3分間放送されていた番組宣伝番組。

## 概要
- 1人の女性キャスターが、この番組の放送後のその日の夜(場合によっては翌日の昼まで)のNHKの衛星第1・第2テレビ及びBSデジタルハイビジョン(BShi)のお薦め番組を紹介する。一部の番組については、その番組のハイライト部分のビデオを交えながら紹介する。
- BShiでは、プロ野球中継など特別番組、土曜ドラマ放送等、番組編成の都合上当番組を放送しない日もあるため、その日は衛星第2(BS2)のみで放送される。また、まれではあるが、前記とは逆に、BS2が番組編成の都合上放送しない日があるために、BShiのみで放送されることもある。また、2010年4月からは、毎週金曜日のみであるが、BShiではBS2よりも10分早く放送されている[1]。

## 放送時間
- 18:55 - 18:58（毎日）

2009年3月31日までは、毎日18:55～19:00の5分番組だったが、同年4月1日からは、上記の通り3分に縮小され、後の2分は、BSの番組宣伝の時間に当てられた。

## 歴代担当キャスター
- 藤原勝也
- 藤田理恵
- 中村まり(木～日)
- 山本潤(月～水、～2011年3月30日)
- 森田雪(木～金、2008年4月3日～2011年3月31日(最終回))

※藤原勝也や中村まりが担当していたときはそれぞれ独特の決めポーズがあった（藤原はタイトルコールのあとに「OK」の決め台詞。中村はタイトルコールのあとに片手で丸型の決めポーズとなっていた）。

## 余談
- オーディション雑誌の1つである『月刊オーディション』(白夜書房発行)の2009年6月号に、当番組に出演している森田雪のインタビューと当番組の打ち合わせから収録までの模様が掲載されていた。ここには、この番組の収録は、放送当日の16時半頃(放送から2～3時間前)に収録されていることが書かれていた。
- 2008年8月8 - 24日の北京オリンピックの期間中は、当番組もそれに伴い特別ヴァージョンにて放送した。
- 2009年8月12 - 15日の間、BS2、BShi共に特別編成の都合で、当番組が休止となったことがある。
- 2010年2月13 - 27日の間、当番組のキャスターである山本、森田の2人はNHK総合テレビの「バンクーバーオリンピックガイド」のキャスターも兼任していた(各担当曜日はBS大好きの曜日と同じである)。